# Bratislava-Vinohrady (železniční zastávka)

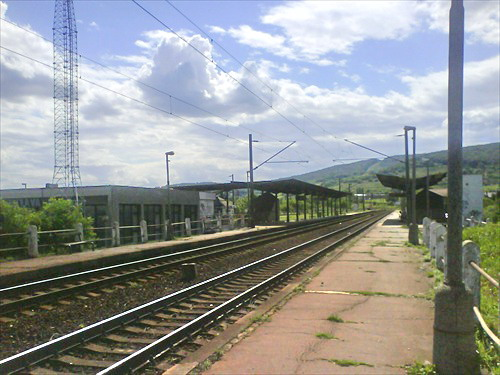
Železniční zastávka před rekonstrukcí v roce 2007

Bratislava-Vinohrady je železniční zastávka v Novém Mestě, jedné z městských částí Bratislavy. Přesněji leží v místní části známé jako Vinohrady. Prochází tudy železniční tratě 120 a 130. 
Denně na zastávce zastaví přibližně 160 vlaků, mezi nimi žádné mezinárodní rychlíky.  
Vznikla na přeložce úseku Bratislava-Vinohrady – Rača odbočka, přičemž tímto zásahem bylo odstraněno mimoúrovňové křížení s tratí Rača odbočka - Bratislava predmestie a také související ostrý oblouk. Tímto se dopravna Rača-odbočka přejmenovala na Odbočka Vinohrady. 
Zastávka umožňuje také přestup mezi většinou vlaků z/do směrů Galanta a Trnava bez nutnosti jízdy na hlavní stanici.

## Veřejná doprava
V blízkosti železniční zastávky se nacházejí tyto zastávky veřejné dopravy: 
- Tramvaje: zastávka Stn. Vinohrady (3, 7)
- Autobusy: zastávka Stn. Vinohrady (59, 75, N55, ARRIVA), zastávka Depo Krasňany (51)

## Galerie

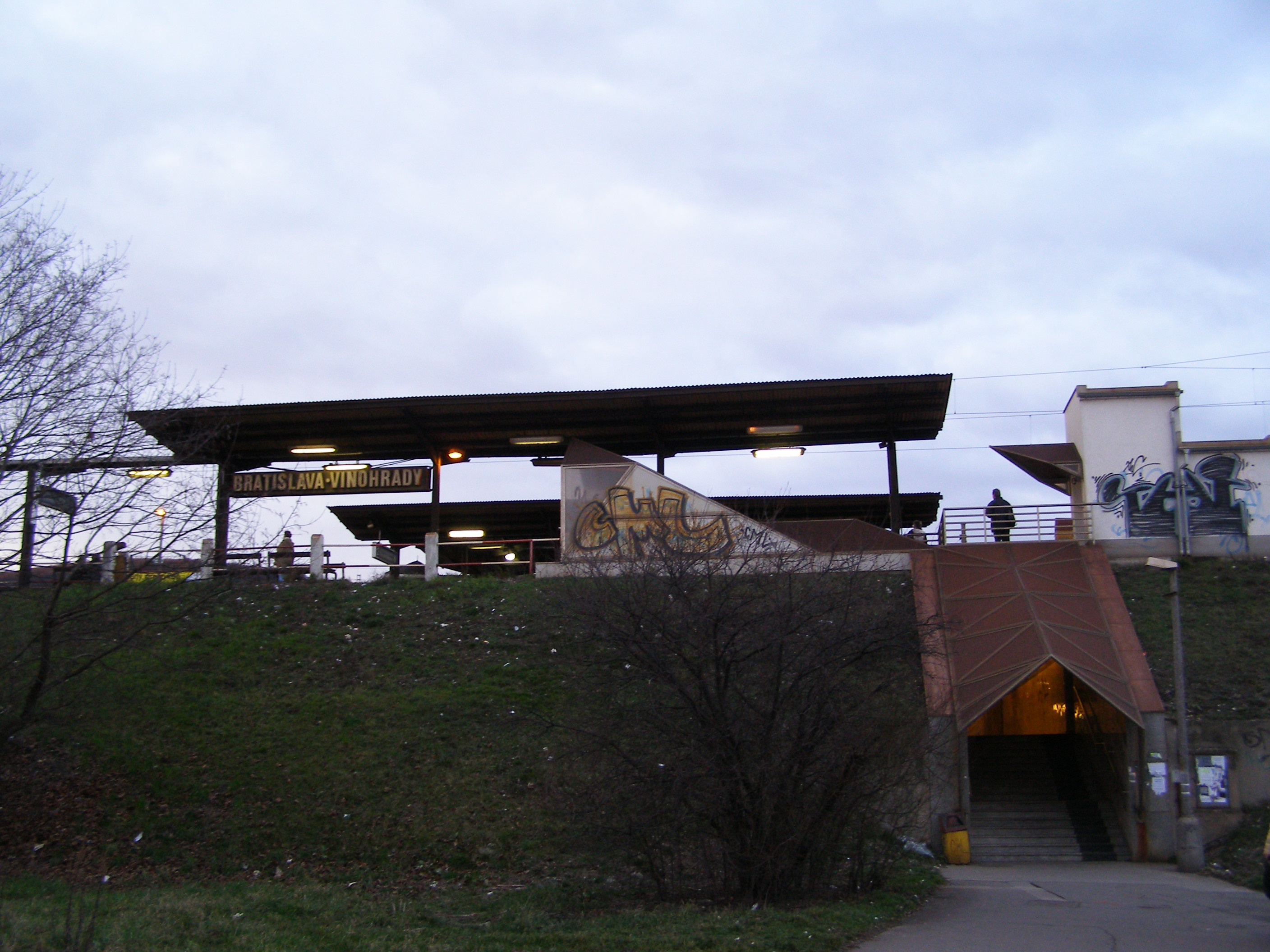
Přístup na zastávku Bratislava-Vinohrady od obratiště tramvají
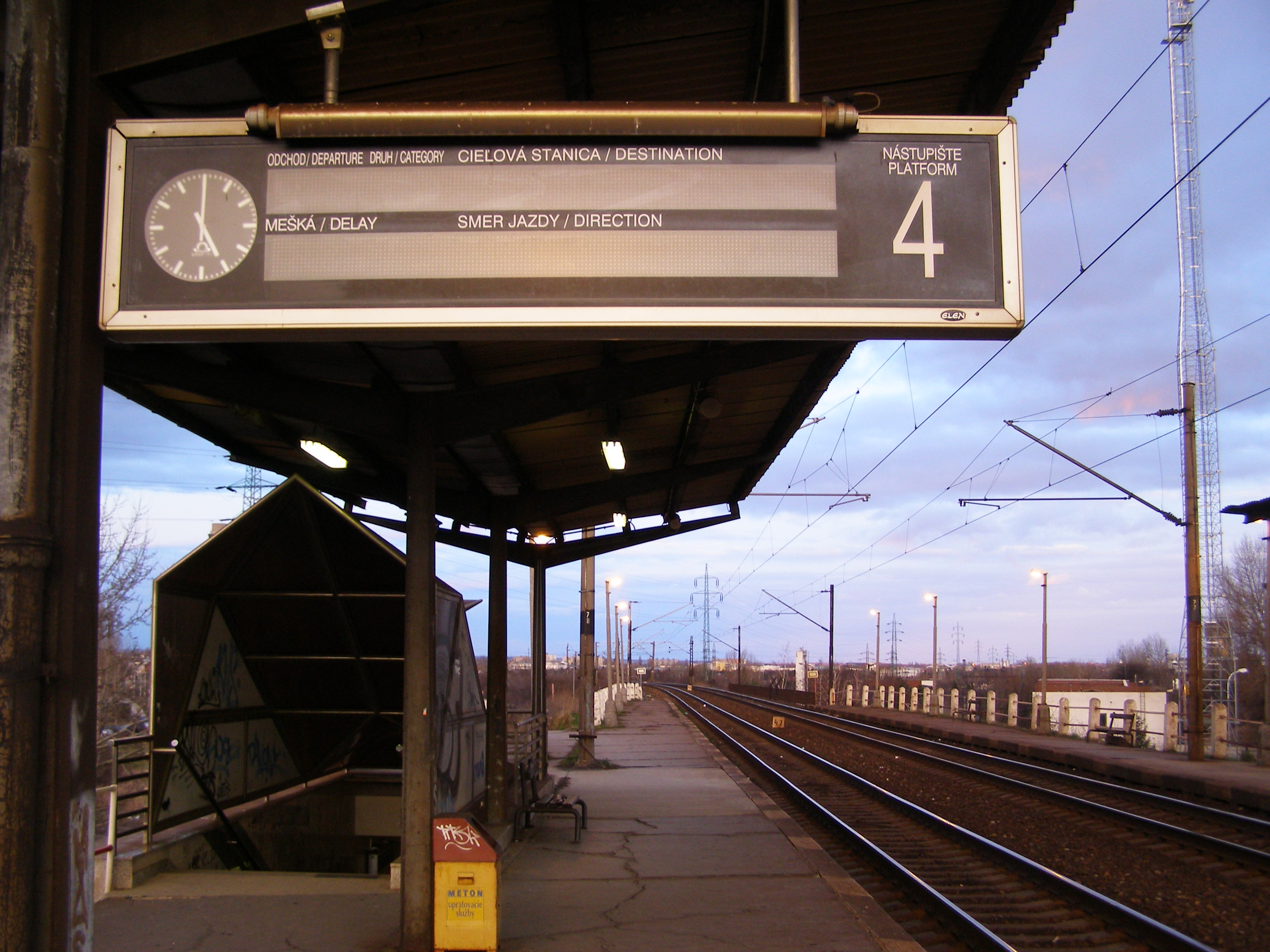
Nástupiště 4
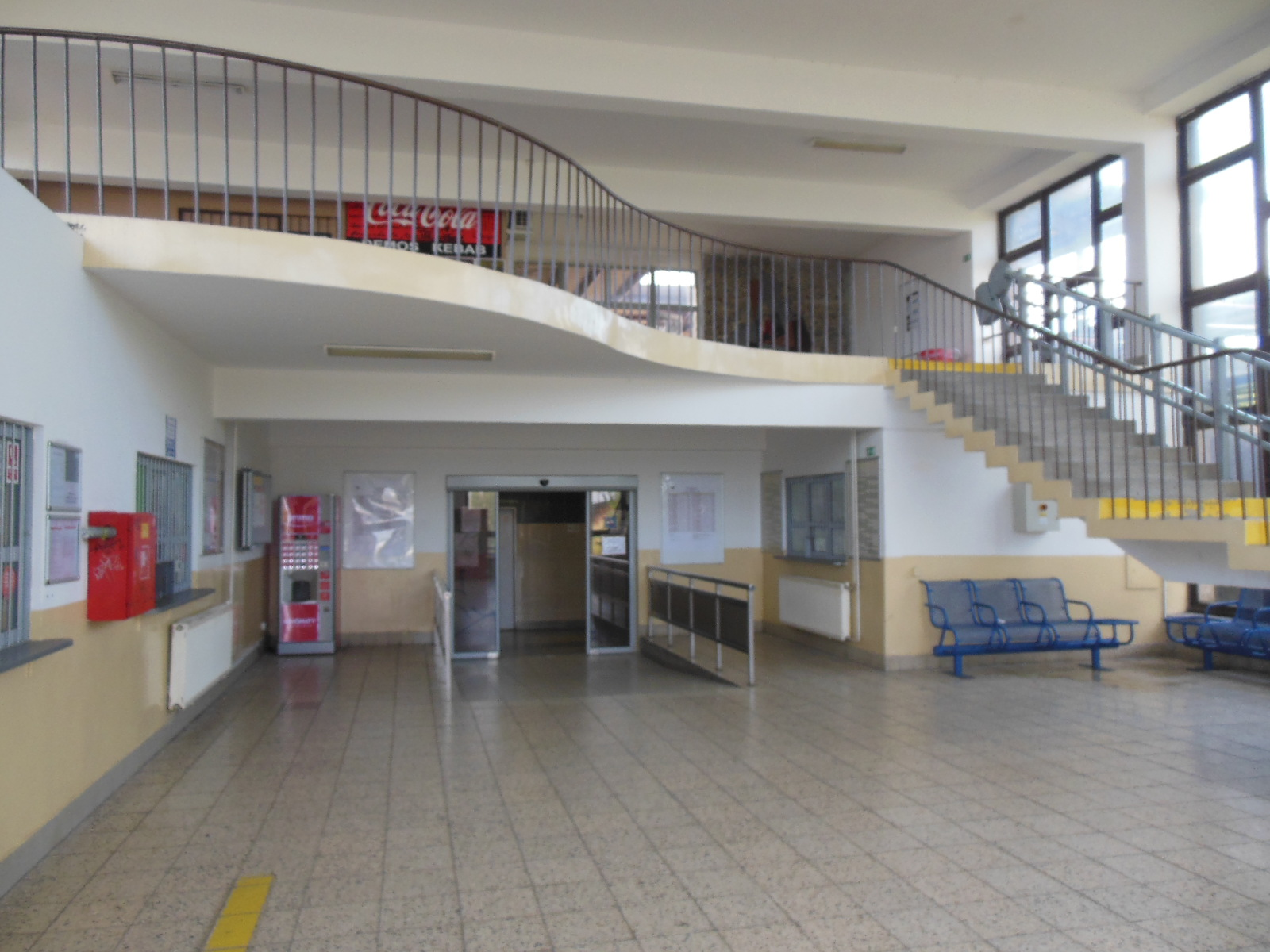
Interiér stanice
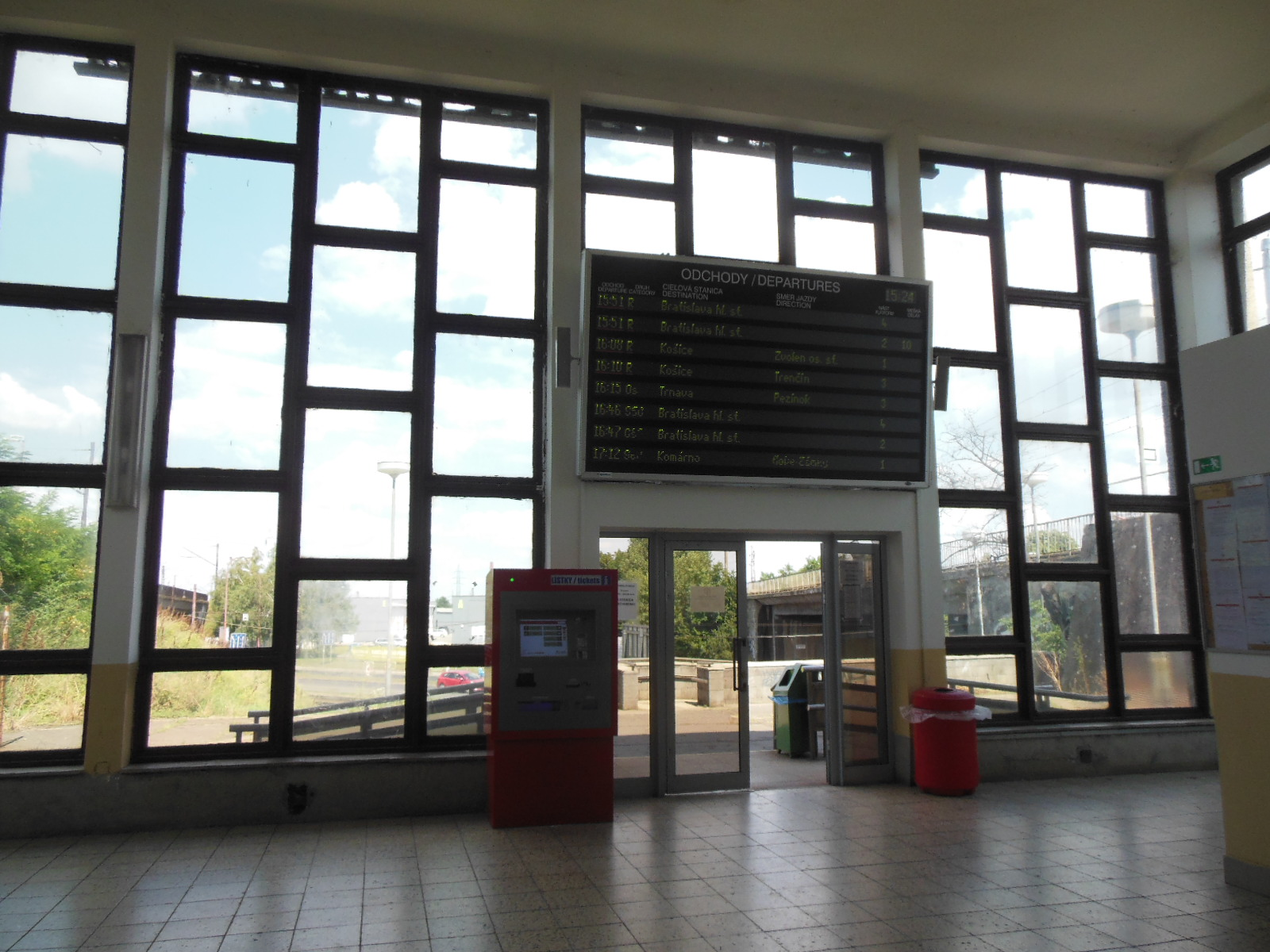
Tabule odjezdů
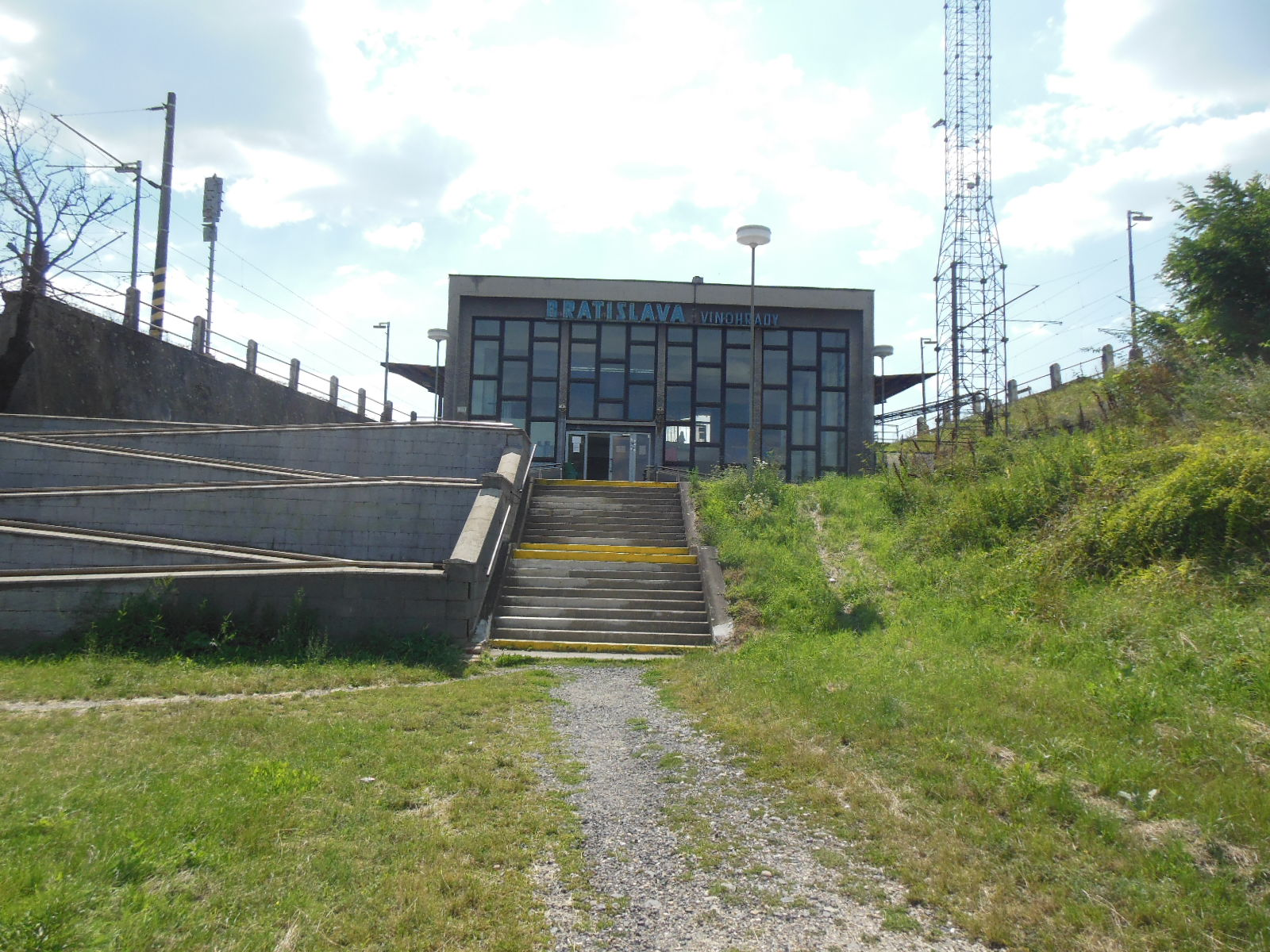
Pohled od východu